# Liste des lieux patrimoniaux de Kingston
Cet article recense les lieux patrimoniaux de Kingston inscrits au répertoire des lieux patrimoniaux du Canada, qu'ils soient de niveau provincial, fédéral ou municipal.

## Liste
| [ 1 ] | Lieu patrimonial                                                                 | Illustration                                                                     | Municipalité  | Adresse                                | Coordonnées      | No    | Constr. | Prot.                                    | Rec. | Notes |
| ----- | -------------------------------------------------------------------------------- | -------------------------------------------------------------------------------- | ------------- | -------------------------------------- | ---------------- | ----- | ------- | ---------------------------------------- | ---- | ----- |
| M     | 1 Baiden Street                                                                  | Téléverser                                                                       | Kingston      | 1, Baiden Street                       | 44.2218 -76.5191 | 9664  | 1860    | Municipal Heritage Designation (Part IV) | 1980 |       |
| M     | 157-161 Queen Street                                                             | Téléverser                                                                       | Kingston      | 157, Queen Street                      | 44.2331 -76.4856 | 9734  |         | Municipal Heritage Designation (Part IV) | 1981 |       |
| P     | 223 King Street East, Kingston                                                   | Téléverser                                                                       | Kingston      | 223, King Street East                  | 44.2275 -76.4835 | 8265  | 1834    | Ontario Heritage Foundation Easement     | 1982 |       |
| M     | 232 King Street East                                                             | Téléverser                                                                       | Kingston      | 232, King Street East                  | 44.2277 -76.4834 | 15961 |         | Municipal Heritage Designation (Part IV) | 1975 |       |
| M     | 610 Montreal Street                                                              | Téléverser                                                                       | Kingston      | 610, Montreal Street                   | 44.2484 -76.4867 | 14101 | 1873    | Municipal Heritage Designation (Part IV) | 1976 |       |
| M     | 9 North Street                                                                   | Téléverser                                                                       | Kingston      | 9, North Street                        | 44.2376 -76.4815 | 15958 | 1908    | Municipal Heritage Designation (Part IV) | 1987 |       |
| F     | Ancienne prison des femmes                                                       | Téléverser                                                                       | Kingston      |                                        | 44.2205 -76.5141 | 10239 | 1913    | Recognized Federal Heritage Building     | 1990 |       |
| F     | Ancienne résidence du directeur                                                  | Ancienne résidence du directeur                                                  | Kingston      | 555 King Street West                   | 44.2216 -76.5136 | 10217 | 1873    | Recognized Federal Heritage Building     | 1990 |       |
| M     | Anglican Diocesan Centre                                                         | Téléverser                                                                       | Kingston      | 90, Johnson Street                     | 44.2295 -76.4838 | 10768 | 1851    | Municipal Heritage Designation (Part IV) | 1984 |       |
| F     | Atelier est                                                                      | Téléverser                                                                       | Kingston      |                                        | 44.2191 -76.5126 | 10242 | 1858    | Recognized Federal Heritage Building     | 1990 |       |
| F     | Atelier ouest                                                                    | Téléverser                                                                       | Kingston      |                                        | 44.2189 -76.514  | 10241 | 1859    | Recognized Federal Heritage Building     | 1990 |       |
| F     | Atelier sud                                                                      | Téléverser                                                                       | Kingston      |                                        | 44.2186 -76.5136 | 10243 | 1849    | Recognized Federal Heritage Building     | 1990 |       |
| M     | Barriefield Heritage Conservation District                                       | Téléverser                                                                       | Kingston      |                                        | 44.2405 -76.4617 | 10829 |         | Heritage Conservation District (Part V)  | 1980 |       |
| F     | Bloc cellulaire principal                                                        | Téléverser                                                                       | Kingston      |                                        | 44.2212 -76.5125 | 3309  | 1959    | Classified Federal Heritage Building     | 1990 |       |
| F     | Blockhaus                                                                        | Téléverser                                                                       | Kingston      |                                        | 44.2933 -76.4413 | 10653 | 1833    | Recognized Federal Heritage Building     | 1990 |       |
| F     | Bureau de douane                                                                 | Téléverser                                                                       | Kingston      | 294 King Street East                   | 44.2296 -76.4821 | 3291  | 1859    | Classified Federal Heritage Building     | 1986 |       |
| F     | Bureau de poste (ancien)                                                         | Téléverser                                                                       | Kingston      | 86 Clarence Street                     | 44.2296 -76.4823 | 16442 | 1859    | Classified Federal Heritage Building     | 1986 |       |
| F     | Bureau du pont et atelier                                                        | Téléverser                                                                       | Kingston      |                                        | 44.2348 -76.4751 | 10056 | 1948    | Recognized Federal Heritage Building     | 1993 |       |
| F     | Bâtiment 2 du Collège militaire royal du Canada                                  | Téléverser                                                                       | Kingston      |                                        | 44.235 -76.4702  | 11224 | 1884    | Recognized Federal Heritage Building     | 1994 |       |
| F     | Bâtiment 24 du Collège militaire royal du Canada                                 | Téléverser                                                                       | Kingston      |                                        | 44.23 -76.466    | 11184 | 1914    | Recognized Federal Heritage Building     | 1994 |       |
| F     | Bâtiment 27 du Collège militaire royal du Canada                                 | Téléverser                                                                       | Kingston      |                                        | 44.2288 -76.467  | 11113 | 1903    | Recognized Federal Heritage Building     | 1994 |       |
| F     | Bâtiment 3 du Collège militaire royal du Canada                                  | Téléverser                                                                       | Kingston      |                                        | 44.2351 -76.4693 | 11327 | 1916    | Recognized Federal Heritage Building     | 1994 |       |
| F     | Bâtiment 30a du Collège militaire royal du Canada                                | Téléverser                                                                       | Kingston      |                                        | 44.288 -76.469   | 11132 | 1846    | Recognized Federal Heritage Building     | 1994 |       |
| F     | Bâtiment 30b du Collège militaire royal du Canada                                | Téléverser                                                                       | Kingston      |                                        | 44.2273 -76.4699 | 11099 | 1846    | Recognized Federal Heritage Building     | 1994 |       |
| F     | Bâtiment 31 du Collège militaire royal du Canada                                 | Téléverser                                                                       | Kingston      |                                        | 44.2288 -76.4697 | 11332 | 1951    | Recognized Federal Heritage Building     | 1996 |       |
| F     | Bâtiment 36 du Collège militaire royal du Canada                                 | Téléverser                                                                       | Kingston      |                                        | 44.2353 -76.4688 | 11101 | 1930    | Recognized Federal Heritage Building     | 1994 |       |
| F     | Bâtiment 5 du Collège militaire royal du Canada                                  | Téléverser                                                                       | Kingston      | Royal Military College of Canada       | 44.234 -76.467   | 11197 | 1908    | Recognized Federal Heritage Building     | 1994 |       |
| F     | Bâtiment 55 du Collège militaire royal du Canada                                 | Téléverser                                                                       | Kingston      |                                        | 44.2299 -76.4669 | 11325 | 1903    | Recognized Federal Heritage Building     | 1994 |       |
| F     | Bâtiment 6 du Collège militaire royal                                            | Téléverser                                                                       | Kingston      |                                        | 44.2333 -76.4667 | 11244 | 1884    | Recognized Federal Heritage Building     | 1994 |       |
| F     | Bâtiment 9 du Collège militaire royal du Canada                                  | Téléverser                                                                       | Kingston      | Ridout Row                             | 44.2342 -76.4683 | 11166 | 1908    | Recognized Federal Heritage Building     | 1994 |       |
| F     | Bâtiment 9a du Collège militaire royal du Canada                                 | Téléverser                                                                       | Kingston      | Ridout Row                             | 44.2342 -76.4687 | 11168 | 1908    | Recognized Federal Heritage Building     | 1994 |       |
| F     | Bâtiment B-37                                                                    | Téléverser                                                                       | Kingston      |                                        | 44.2435 -76.456  | 11324 | 1952    | Recognized Federal Heritage Building     | 1996 |       |
| F     | Bâtiment B-39                                                                    | Téléverser                                                                       | Kingston      |                                        | 44.2455 -76.4555 | 11323 | 1952    | Recognized Federal Heritage Building     | 1996 |       |
| F     | Bâtiment de l’administration / bloc cellulaire (C-18, C-16)                      | Téléverser                                                                       | Kingston      |                                        | 44.2285 -76.5557 | 7584  | 1934    | Recognized Federal Heritage Building     | 2001 |       |
| F     | Bâtiments CMR : corps de garde no 3                                              | Téléverser                                                                       | Kingston      |                                        | 44.2333 -76.4667 | 4784  | 1819    | Recognized Federal Heritage Building     | 1991 |       |
| F     | Caponnière                                                                       | Téléverser                                                                       | Kingston      |                                        | 44.2302 -76.4604 | 4363  | 1837    | Recognized Federal Heritage Building     | 1997 |       |
| F     | Casernes Vimy (B-6)                                                              | Téléverser                                                                       | Kingston      |                                        | 44.2329 -76.4603 | 9800  | 1952    | Recognized Federal Heritage Building     | 1996 |       |
| F     | Caserne Vimy, bâtiment B7                                                        | Téléverser                                                                       | Vimy Barracks | 1 Estafette Street                     | 44.24 -76.437    | 2883  | 1957    | Recognized Federal Heritage Building     | 2002 |       |
| F     | Casernes Vimy (édifice Forde, B-16)                                              | Téléverser                                                                       | Kingston      |                                        | 44.2375 -76.4363 | 9801  | 1935    | Recognized Federal Heritage Building     | 1997 |       |
| F     | Casernes Vimy, édifice B-1                                                       | Téléverser                                                                       | Kingston      |                                        | 44.2383 -76.4378 | 9867  | 1936    | Recognized Federal Heritage Building     | 1996 |       |
| F     | Casernes Vimy (C-1)                                                              | Téléverser                                                                       | Kingston      |                                        | 44.2329 -76.4603 | 11303 | 1935    | Recognized Federal Heritage Building     | 1996 |       |
| F     | Centre correctionnel communautaire Portsmouth                                    | Centre correctionnel communautaire Portsmouth                                    | Kingston      | 508 Portsmouth Avenue                  | 44.2375 -76.5288 | 9769  | 1855    | Recognized Federal Heritage Building     | 1992 |       |
| P     | Church of the Good Thief (Roman Catholic)                                        | Church of the Good Thief (Roman Catholic)                                        | Kingston      | 743, King Street West                  | 44.2205 -76.5224 | 10402 | 1894    | Ontario Heritage Foundation Easement     | 1980 |       |
| F     | Cimetière Cataraqui                                                              | Cimetière Cataraqui                                                              | Kingston      | 927, chemin Purdy’s Mill               | 44.2644 -76.5411 | 18925 |         | LHN                                      | 2011 |       |
| F     | Clinique de soins de santé (Bâtiment B-62)                                       | Téléverser                                                                       | Kingston      |                                        | 44.2473 -76.4598 | 2685  | 1959    | Recognized Federal Heritage Building     | 2002 |       |
| F     | Collège militaire royal, Ancien gymnase                                          | Collège militaire royal, Ancien gymnase                                          | Kingston      |                                        | 44.2333 -76.4667 | 4753  | 1903    | ÉFP reconnu                              | 1989 |       |
| F     | Collège militaire royal, Édifice Mackenzie                                       | Collège militaire royal, Édifice Mackenzie                                       | Kingston      |                                        | 44.2333 -76.4667 | 4382  | 1878    | ÉFP classé                               | 1993 |       |
| F     | Collège militaire royal, Pavillon Yeo                                            | Collège militaire royal, Pavillon Yeo                                            | Kingston      |                                        | 44.2333 -76.4667 | 4811  | 1935    | ÉFP reconnu                              | 1990 |       |
| F     | Complexe St. Helen's : St. Helen's                                               | Téléverser                                                                       | Kingston      | 440 King Street West                   | 44.2204 -76.508  | 16462 | 1838    | Classified Federal Heritage Building     | 1988 |       |
| F     | Complexe St. Helen's, Stone Gables                                               | Téléverser                                                                       | Kingston      | 462 King Street West                   | 44.2204 -76.508  | 4710  | 1924    | Recognized Federal Heritage Building     | 1988 |       |
| F     | Complexe Ste. Helène : Pavillon de la Croix-Rouge                                | Téléverser                                                                       | Kingston      | 440 King Street West                   | 44.2204 -76.508  | 6220  | 1838    | Recognized Federal Heritage Building     | 1988 |       |
| F     | Complexe du Ste. Helène : Maison Grant                                           | Téléverser                                                                       | Kingston      | 440 King Street West                   | 44.2204 -76.508  | 4712  | 1830    | Recognized Federal Heritage Building     | 1988 |       |
| F     | Corps de garde no 14                                                             | Téléverser                                                                       | Kingston      |                                        | 44.2333 -76.4667 | 4785  | 1819    | Recognized Federal Heritage Building     | 1991 |       |
| F     | Courtine et demi-bastions                                                        | Téléverser                                                                       | Kingston      |                                        | 44.23 -76.46     | 4359  | 1938    | Classified Federal Heritage Building     | 1997 |       |
| F     | Dortoir du Fort Lasalle                                                          | Dortoir du Fort Lasalle                                                          | Kingston      |                                        | 44.2333 -76.4667 | 4812  | 1912    | ÉFP reconnu                              | 1990 |       |
| F     | Édifice Bradstreet                                                               | Téléverser                                                                       | Kingston      |                                        | 44.2341 -76.478  | 4330  | 1941    | Recognized Federal Heritage Building     | 1990 |       |
| F     | Édifice Courcelles                                                               | Téléverser                                                                       | Kingston      |                                        | 44.2341 -76.478  | 4331  | 1941    | Recognized Federal Heritage Building     | 1990 |       |
| F     | Édifice Currie, bâtiment 15                                                      | Édifice Currie, bâtiment 15                                                      | Kingston      |                                        | 44.2333 -76.4667 | 4389  | 1920    | Recognized Federal Heritage Building     | 1996 |       |
| F     | Édifice De Noyan                                                                 | Téléverser                                                                       | Kingston      |                                        | 44.234 -76.478   | 3317  | 1927    | Classified Federal Heritage Building     | 1990 |       |
| F     | Édifice LaSalle                                                                  | Téléverser                                                                       | Kingston      |                                        | 44.234 -76.478   | 3318  | 1827    | Classified Federal Heritage Building     | 1990 |       |
| F     | Édifice Ross                                                                     | Téléverser                                                                       | Kingston      |                                        | 44.2341 -76.478  | 4335  | 1936    | Recognized Federal Heritage Building     | 1990 |       |
| F     | Édifice Vincent / Bureau de l'administration                                     | Téléverser                                                                       | Kingston      |                                        | 44.234 -76.478   | 3311  | 1847    | Classified Federal Heritage Building     | 1990 |       |
| F     | Établissement de Collins Bay, Bâtiment administratif, A-1                        | Téléverser                                                                       | Kingston      |                                        | 44.23 -76.56     | 3296  | 1943    | Recognized Federal Heritage Building     | 2002 |       |
| M     | First Baptist Church                                                             | First Baptist Church                                                             | Kingston      | 110, Sydenham Street                   | 44.2305 -76.4877 | 15959 | 1913    | Municipal Heritage Designation (Part IV) | 1984 |       |
| F     | Fort Henry                                                                       | Fort Henry                                                                       | Kingston      |                                        | 44.231 -76.4597  | 7869  | 1840    | LHN                                      | 1923 |       |
| P     | Frontenac County Courthouse                                                      | Frontenac County Courthouse                                                      | Kingston      | 1, Court Street                        | 44.2278 -76.4896 | 8845  | 1858    | Ontario Heritage Foundation Easement     | 1989 |       |
| F     | Frégate en pierre (no 23)                                                        | Frégate en pierre (no 23)                                                        | Kingston      |                                        | 44.2333 -76.4667 | 4388  | 1820    | ÉFP reconnu                              | 1996 |       |
| F     | Galerie de tir de revers est                                                     | Téléverser                                                                       | Kingston      |                                        | 44.2302 -76.4604 | 4352  | 1837    | Recognized Federal Heritage Building     | 1997 |       |
| F     | Gare du Canadien National                                                        | Téléverser                                                                       | Kingston      | 810 Montreal Street                    | 44.254 -76.485   | 4629  | 1855    | Heritage Railway Station                 | 1994 |       |
| M     | Inglewood                                                                        | Téléverser                                                                       | Kingston      | 110, Collingwood Street                | 44.2253 -76.5012 | 15960 |         | Municipal Heritage Designation (Part IV) | 2005 |       |
| F     | Installation de chauffage, ancien magasin de l'intendance                        | Téléverser                                                                       | Kingston      |                                        | 44.2341 -76.478  | 4332  | 1820    | Recognized Federal Heritage Building     | 1990 |       |
| F     | Institution de Collins Bay, Bloc cellulaire, bâtiment B-1                        | Téléverser                                                                       | Kingston      | 455 Bath Road, Collins Bay Institution | 44.23 -76.56     | 2658  | 1936    | Recognized Federal Heritage Building     | 2002 |       |
| F     | Lieu historique national du Canada Fort-Frontenac                                | Lieu historique national du Canada Fort-Frontenac                                | Kingston      | 1 Ontario Street                       | 44.2336 -76.478  | 12130 | 1673    | National Historic Site of Canada         | 1923 |       |
| F     | Lieu historique national du Canada Villa-Elizabeth                               | Lieu historique national du Canada Villa-Elizabeth                               | Kingston      | 251 Brock Street                       | 44.2318 -76.4891 | 11909 | 1843    | National Historic Site of Canada         | 1990 |       |
| F     | Lieu historique national du Canada de l'Ancien-Bureau-de-Poste-de-Kingston       | Lieu historique national du Canada de l'Ancien-Bureau-de-Poste-de-Kingston       | Kingston      | 86 Clarence Street                     | 44.23 -76.4832   | 11661 | 1859    | National Historic Site of Canada         | 1971 |       |
| F     | Lieu historique national du Canada de l'Hôpital général de Kingston              | Téléverser                                                                       | Kingston      | 76 Stuart Street                       | 44.2244 -76.4929 | 4218  | 1924    | National Historic Site of Canada         | 1995 |       |
| F     | Lieu historique national du Canada de l'Hôtel-de-Ville-de-Kingston               | Lieu historique national du Canada de l'Hôtel-de-Ville-de-Kingston               | Kingston      | 216 Ontario Street                     | 44.2299 -76.4803 | 7628  | 1844    | National Historic Site of Canada         | 1961 |       |
| F     | Lieu historique national du Canada de l'Édifice Ann Baillie                      | Lieu historique national du Canada de l'Édifice Ann Baillie                      | Kingston      |                                        | 44.2239 -76.4918 | 4024  | 1904    | National Historic Site of Canada         | 1997 |       |
| F     | Lieu historique national du Canada de l'Édifice-de-la-Douane de Kingston         | Lieu historique national du Canada de l'Édifice-de-la-Douane de Kingston         | Kingston      | 294 King Street East                   | 44.2296 -76.4821 | 7538  | 1859    | National Historic Site of Canada         | 1971 |       |
| F     | Lieu historique national du Canada de la Cale-Sèche-de-Kingston                  | Lieu historique national du Canada de la Cale-Sèche-de-Kingston                  | Kingston      | 55 Ontario Street                      | 44.2261 -76.4838 | 10531 | 1892    | National Historic Site of Canada         | 1978 |       |
| F     | Lieu historique national du Canada des Fortifications-de-Kingston                | Téléverser                                                                       | Kingston      |                                        | 44.2293 -76.4825 | 13858 | 1840    | National Historic Site of Canada         | 1989 |       |
| F     | Lieu historique national du Canada des Édifices-de-Point-Frederick               | Lieu historique national du Canada des Édifices-de-Point-Frederick               | Kingston      |                                        | 44.2277 -76.4695 | 11616 | 1846    | National Historic Site of Canada         | 1973 |       |
| F     | Lieu historique national du Canada du Lieu-de-Sépulture-de-sir John A. Macdonald | Lieu historique national du Canada du Lieu-de-Sépulture-de-sir John A. Macdonald | Kingston      | Cataraqui Cemetery                     | 44.2621 -76.5421 | 12964 | 1891    | National Historic Site of Canada         | 1938 |       |
| F     | Lieu historique national du Canada du Palais-de-Justice-du-Comté-de-Frontenac    | Lieu historique national du Canada du Palais-de-Justice-du-Comté-de-Frontenac    | Kingston      | 1 Court Street                         | 44.2278 -76.4896 | 12033 | 1858    | National Historic Site of Canada         | 1980 |       |
| F     | Magasin de l'intendance / chambre de tir à revers est                            | Téléverser                                                                       | Kingston      |                                        | 44.23 -76.46     | 4362  | 1843    | Classified Federal Heritage Building     | 1997 |       |
| F     | Magasin de l'intendance / chambre de tir à revers ouest                          | Téléverser                                                                       | Kingston      | Fort Henry Defence Complex             | 44.23 -76.46     | 4397  | 1843    | Classified Federal Heritage Building     | 1997 |       |
| F     | Maison Hewitt                                                                    | Téléverser                                                                       | Kingston      |                                        | 44.2333 -76.4667 | 4807  | 1876    | Recognized Federal Heritage Building     | 1990 |       |
| F     | Manège militaire                                                                 | Téléverser                                                                       | Kingston      | 100 Montreal Street                    | 44.234 -76.484   | 3308  | 1900    | Classified Federal Heritage Building     | 1989 |       |
| M     | Market Square Heritage Conservation District                                     | Téléverser                                                                       | Kingston      |                                        | 44.2297 -76.4804 | 7430  |         | Heritage Conservation District (Part V)  | 1985 |       |
| F     | Old Fort Henry, galerie de tir de revers ouest                                   | Téléverser                                                                       | Kingston      |                                        | 44.2302 -76.4604 | 4350  | 1837    | Recognized Federal Heritage Building     | 1997 |       |
| F     | Pavillon nord                                                                    | Téléverser                                                                       | Kingston      | 555 King Street                        | 44.219 -76.513   | 3656  | 1846    | Classified Federal Heritage Building     | 1989 |       |
| F     | Pénitencier de Kingston                                                          | Pénitencier de Kingston                                                          | Kingston      | King Street West                       | 44.2197 -76.5136 | 13265 | 1869    | LHN                                      | 1990 |       |
| F     | Port de Kingston, Tour Martello Shoal                                            | Téléverser                                                                       | Kingston      |                                        | 44.2289 -76.4781 | 4737  |         | ÉFP reconnu                              | 1989 |       |
| P     | Prince George Hotel                                                              | Téléverser                                                                       | Kingston      | 200 Ontario Street                     | 44.2293 -76.4808 | 1503  | 1820    | Ontario Heritage Foundation Easement     | 1979 |       |
| F     | Redoute                                                                          | Téléverser                                                                       | Kingston      |                                        | 44.23 -76.46     | 4354  | 1836    | Classified Federal Heritage Building     | 1997 |       |
| M     | Registry Office                                                                  | Téléverser                                                                       | Kingston      | 1, Court Street                        | 44.2272 -76.4907 | 10770 | 1963    | Municipal Heritage Designation (Part IV) | 1982 |       |
| P     | Rochleau Property                                                                | Téléverser                                                                       | Kingston      | 68, Princess Street                    | 44.2313 -76.4814 | 8899  | 1838    | Ontario Heritage Foundation Easement     | 1981 |       |
| F     | Résidence du commandant, ancien hôpital de la Marine royale, bâtiment 10         | Résidence du commandant, ancien hôpital de la Marine royale, bâtiment 10         | Kingston      |                                        | 44.2333 -76.4667 | 4391  | 1814    | ÉFP reconnu                              | 1996 |       |
| F     | Résidence du maître-éclusier                                                     | Téléverser                                                                       | Kingston      |                                        | 44.292 -76.442   | 11333 | 1904    | Recognized Federal Heritage Building     | 1990 |       |
| F     | Roselawn                                                                         | Roselawn                                                                         | Kingston      | 421 Union Street West                  | 44.2255 -76.5099 | 12912 | 1841    | National Historic Site of Canada         | 1969 |       |
| M     | St. Andrew's Manse                                                               | Téléverser                                                                       | Kingston      | 146, Clergy Street East                | 44.2335 -76.4888 | 10771 | 1842    | Municipal Heritage Designation (Part IV) | 1975 |       |
| M     | St. Andrew's Presbyterian Church, Kingston                                       | St. Andrew's Presbyterian Church, Kingston                                       | Kingston      | 130, Clergy Street East                | 44.2326 -76.489  | 10772 | 1890    | Municipal Heritage Designation (Part IV) | 1978 |       |
| P     | St. George's Cathedral                                                           | St. George's Cathedral                                                           | Kingston      | 270, King Street                       | 44.2294 -76.4823 | 8197  | 1825    | Ontario Heritage Foundation Easement     | 1981 |       |
| F     | Station de pompage de la cale sèche de Kingston                                  | Téléverser                                                                       | Kingston      | 55 Ontario Street                      | 44.2248 -76.4829 | 4696  | 1891    | Recognized Federal Heritage Building     | 1988 |       |
| F     | Tour Cathcart de Cedar Island                                                    | Tour Cathcart de Cedar Island                                                    | Kingston      |                                        | 44.2255 -76.4543 | 10111 | 1848    | ÉFP classé                               | 1995 |       |
| F     | Tour Martello Murney                                                             | Tour Martello Murney                                                             | Kingston      | 18, King Street West                   | 44.2223 -76.4905 | 10810 | 1846    | ÉFP classé                               | 1992 |       |
| F     | Tour Murney                                                                      | Téléverser                                                                       | Kingston      | 18 King Street West                    | 44.2224 -76.4905 | 7640  | 1846    | LHN                                      | 1930 |       |
| F     | Tour Martello de fort Frederick                                                  | Tour Martello de fort Frederick                                                  | Kingston      |                                        | 44.233 -76.467   | 4390  | 1846    | ÉFP classé                               | 1996 |       |
| F     | Tour Nord-est bâtiment D-1                                                       | Téléverser                                                                       | Kingston      | Collins Bay Institution                | 44.23 -76.56     | 2761  | 1942    | Recognized Federal Heritage Building     | 2002 |       |
| F     | Tour Shoal                                                                       | Tour Shoal                                                                       | Kingston      | Kingston Harbour                       | 44.2289 -76.4781 | 11810 | 1847    | LHN                                      | 1930 |       |
| F     | Tour de surveillance périphérique D-4 (nord-ouest)                               | Téléverser                                                                       | Kingston      | Collins Bay Institution                | 44.23 -76.56     | 2800  | 1942    | Recognized Federal Heritage Building     | 2002 |       |
| F     | Tour divisionnaire ouest                                                         | Téléverser                                                                       | Kingston      |                                        | 44.23 -76.46     | 4356  | 1846    | Classified Federal Heritage Building     | 1997 |       |
| F     | Tours de garde du Pénitencier                                                    | Téléverser                                                                       | Kingston      |                                        | 44.219 -76.513   | 16724 | 1846    | Recognized Federal Heritage Building     | 1990 |       |
| F     | Villa Bellevue                                                                   | Villa Bellevue                                                                   | Kingston      | 35 Centre Street                       | 44.2227 -76.5036 | 4355  | 1841    | ÉFP classé                               | 1992 | [ 3 ] |
| F     | Villa Bellevue                                                                   | Villa Bellevue                                                                   | Kingston      | 35 Centre Street                       | 44.2229 -76.5034 | 1284  | 1841    | LHN                                      | 1995 | [ 4 ] |
| M     | Wartman House                                                                    | Téléverser                                                                       | Kingston      | 86, Sunny Acres Road                   | 44.2104 -76.5635 | 16303 |         | Municipal Heritage Designation (Part IV) | 2005 |       |